# Jakob Loewenberg

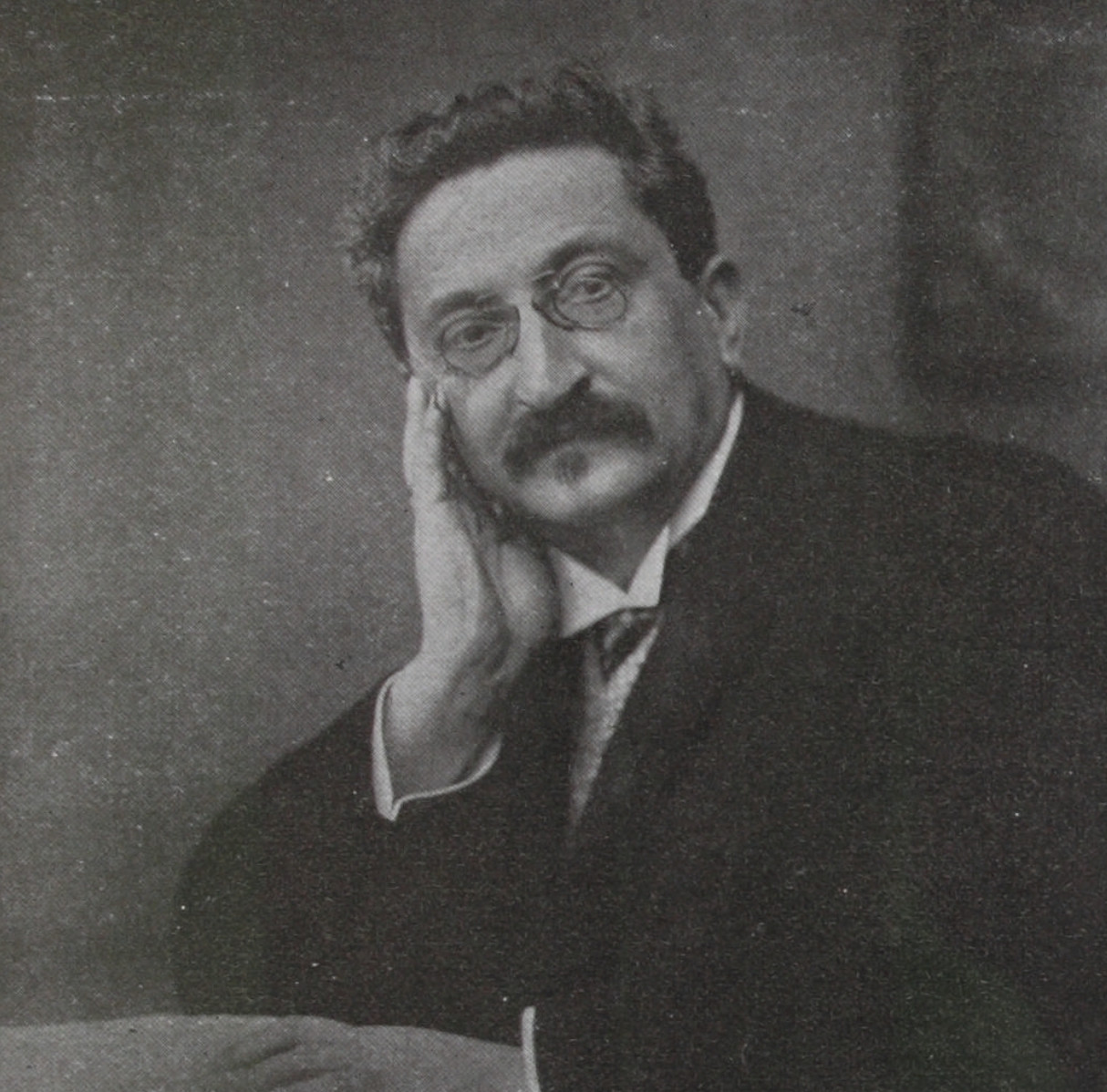
Jakob Loewenberg, um 1916

Jacob Loewenberg als Lehrer (1875)

Jakob Loewenberg (* 9. März 1856 in Niederntudorf bei Salzkotten (Provinz Westfalen); † 7. Februar 1929 in Hamburg) war ein deutscher Schriftsteller und Pädagoge.

## Leben
Im Jahr 1856 wurde Jakob Loewenberg in Niederntudorf bei Salzkotten als neuntes Kind des Levi Loewenberg geboren. Seine Familie gehörte zum westfälischen Landjudentum, das als Handelsmänner (Kiepenkerle) sein Geld verdiente. Später schrieb Jakob Loewenberg über sein Heimatdorf und seine Familie:
Die Gemeinde bestand nur aus wenigen Familien, die fast alle ihr Stückchen Brot mühsam verdienen mussten. Der einzige Wohlhabende unter ihnen trieb Landwirtschaft; einer war Färber, und die anderen waren Handelsleute. Der eine handelte mit Korn, der zweite mit Fellen, der dritte mit Zeugstoffen, der vierte mit Vieh und der fünfte mit allem zusammen und noch mit vielen anderen Dingen. Der fünfte war mein Vater.
Im Dorf wuchs Loewenberg in bescheidener, traditioneller Umgebung auf. Doch Ressentiments zwischen Juden und Christen erschwerten den Alltag:
Wären nicht die Erwachsenen störend dazwischen gekommen, die jüdischen und christlichen Knaben und Mädchen würden in derselben einträchtigen Weise weiter verkehrt haben, wie sie es als kleine Kinder getan. Kindern ist jedes gegebene Verhältnis natürlich; da ihnen alles neu, alles anders ist, ist ihnen eben nichts anders, und sie würden von selber nie auf den Gedanken kommen, dass man gegen Menschen von anderer Haarfarbe oder anderer Nasenbildung auch ein anderes Verhalten zeigen müsse. Hieß es aber bei irgend einer Gelegenheit: „Da heste den Jiuden“, – oder „so was kann nur bei Eiszews [von Esau = Nichtjuden] passieren“, so horchten die jungen Ohren auf, und der Ruf „olle Jiude'“, „olle Christ“ flog bald herüber und hinüber. Und mehr der Unterschiede taten sich dann den spähenden Äuglein kund: andre Speise, andre Feiertage, andre Gotteshäuser, ja selbst auch eine andere Sprache; denn in den jüdischen Familien wurde (…) nur Hochdeutsch gesprochen, obgleich jeder Platt verstand und es im Verkehr gebrauchte. Nun fühlten wir uns durch das Wort Jude wohl beleidigt, aber nicht gekränkt. Im innersten Grunde des Herzens hielten wir uns nicht nur für anders, sondern auch für viel besser als unsere christlichen Gefährten und blickten mit derselben Geringschätzung auf ihre kirchlichen Gebräuche und Einrichtungen hinab, wie sie auf die unsrigen.
Seit Jakob Loewenberg die Schule besuchte, stand für ihn fest, selbst Lehrer zu werden. In diesem Sinne trat er nach sechs Jahren Volksschule 1870 in das Lehrerseminar der Marks-Haindorf-Stiftung zu Münster ein. Die Marks-Haindorf-Stiftung war als jüdisches Bildungszentrum mit Elementarschule und Lehrerseminar überregional bekannt. Dort wurde den Lernenden sowohl der Geist der jüdischen Tradition als auch der des preußischen Patriotismus vermittelt.
1873 konnte Loewenberg die erste Elementarlehrerprüfung erfolgreich ablegen. Danach sammelte er Erfahrung an mehreren jüdischen Elementarschulen im Münsterland. 1877 bis 1879 folgten die zweite Elementarlehrerprüfung, die Mittelschullehrerprüfung und die Rektoratsprüfung. Zeitgleich nahm er bei einem katholischen Kaplan des Bistums Münster Privatunterricht in Englisch und Französisch. 1881 hatte er sich durch gegebenen Nachhilfeunterricht Reisen nach London und Paris leisten können.
Sein Tagebucheintrag vom 25. November 1881 aus London lautet:
Ich freue mich, dass ich Deutscher, dass ich Jude und Lehrer bin; ich bin stolz darauf, und doch sind alle drei stark genug, um vor dem Hunger, vielleicht auch vor dem Verhungern zu schützen? Ideale? O wie schön, wie groß, wie erhaben. Aber wo bleiben sie, wenn dein Magen dich fragt: Wovon leben?
Dies verdeutlicht die schwierige finanzielle Situation Loewenbergs in dieser Zeit.
1884 begann er ein Studium der Philosophie und der Sprachen an der Universität Marburg. Dort wurde Loewenberg vom Philosophen Hermann Cohen unterrichtet, der ihn zutiefst beeindruckte und auch prägte. Dieser zeigte ihm, wie nahe Judentum und (protestantisches) Christentum, wie nahe also Juden und Deutsche, sofern sie sich selber nur recht verstehen, miteinander verwandt sind.
Danach ging Jakob Loewenberg nach Heidelberg, wo der teils unterschwellige, teils offene Antisemitismus vieler Burschenschaften ihm zu schaffen machte. Dennoch genoss er selbst das Studium in einer Studentenverbindung, was er später in seinem Gedicht Zwischen grünen Bergen munter verarbeitete. 1886 promovierte er zum Dr. phil., noch im selben Jahr begann er seine Tätigkeit als Lehrer an der Realschule der Evangelischen Reformgemeinde in Hamburg.
Im folgenden Jahrzehnt erschienen die ersten literarischen Werke Loewenbergs, in denen er stets die Einheit von Deutschtum und Judentum aussprach. (Auch der Bach, der aus zwei Quellen strömt, eint sein Wasser geruhig dem großen Meere.)
In den 1890er Jahren entstanden Jakob Loewenbergs erste literarische Werke, in denen er sich trotz aller antisemitischen Anfeindungen zur Einheit von Deutschsein und Judesein bekannte. 1891 trat Loewenberg der jungen Literarischen Gesellschaft bei. Bereits nach wenigen Jahren als aktives Mitglied verließ er die Gesellschaft jedoch wegen antisemitischer Vorfälle.
1892 konnte Loewenberg die Leitung einer höheren Töchterschule in der Johnsallee 33 in Hamburg übernehmen. Die Privatschule liberaler Prägung im Geist des Reformjudentums und des deutschen Idealismus machte sich die allseitige Entwicklung und harmonische Ausbildung der geistlichen und körperlichen Kräfte ihrer Schüler im Dienste des Reinmenschlichen, das zugleich das Göttliche ist, im Dienste des Wahren, Guten, Schönen zur besonderen Aufgabe.
Zwanzig Jahre später (1912) würdigte das Kaiserreich das pädagogische Werk Loewenbergs mit der Ernennung der Mädchenschule zum kaiserlichen Lyzeum. Von nun an wurde die Schule auch für christliche Schülerinnen attraktiv.
Jakob Loewenberg bekannte sich trotz des Gegenwindes in Form von antisemitischen Anfeindungen immer eindringlicher zum Deutschen Kaiserreich. Seine Gedichtsammlung Vom goldnen Überfluß (darin sein bekanntes Lied Laterne, Laterne) war mit mehreren hohen Auflagen ab 1902 sehr erfolgreich. Er äußerte sich dahingehend, dass die Entwicklung der Menschheit langsam vorwärts (schreitet). Als Lessing vor etwa 160 Jahren sein kleines Lustspiel 'Die Juden' schrieb, meinte ein Kritiker, der Vorgang des Stückes sei kaum möglich, denn so einen anständigen oder edlen Juden, wie darin geschildert, gäbe es gar nicht. Dreißig Jahre später erschien der 'Nathan' und wurde schon geglaubt. (...) Und endlich vor 100 Jahren erhielten wir die Bürgerrechte. Nach abermals 100 Jahren – wir haben hoffen und warten gelernt – wird es vielleicht keinem einzigen Menschen mehr einfallen zu bezweifeln, dass wir Deutsche sind. (…) Nur dürfen wir unsere Menschenwürde nicht vergeben, nur müssen wir uns selber als Deutsche fühlen und als Deutsche wirken – trotz alledem.
Sein letzter Tagebucheintrag vor seinem Tod lautete:
Heute war nach jüdischem Eintrag der 50. Jahrzeitstag unsres Vaters. Ich erging mich in Erinnerungen … Nachmittags ging ich zum Friedhof nach Ohlsdorf. Auf dem Heimwege fragte mich ein kleiner Junge, vielleicht drei bis vier Jahre alt, der vor einem Hausgärtchen stand: Wo wohnst du? Willst du jetzt nach Hause gehen? – Bald gehe ich nach Hause, dachte ich.
Am 7. Februar starb Loewenberg infolge einer schweren Grippe. Er wurde auf dem jüdischen Friedhof in Ohlsdorf beigesetzt. Die zionistische Jüdische Rundschau schrieb in einem Nachruf, Loewenberg sei ein typischer Vertreter einer vergangenen Generation gewesen, die in der Assimilation ihr höchstes Ideal sah. Der Hamburger Senat schrieb im offiziellen Nachruf: „Er war ein vorbildlicher Erzieher der Jugend, ein feinsinniger Dichter, ein allzeit gütiger und hilfsbereiter Mensch.“
Die Werke Loewenbergs wurden bei der Bücherverbrennung 1933 in Deutschland vernichtet. Kurz vor seinem Tod schrieb Jakob Loewenberg: Wenn ich jemals auf etwas stolz war, so war es darauf: Deutscher und Jude zu sein.
1952 ehrte ihn die Stadt Hamburg mit der Benennung der Loewenbergstraße im Stadtteil Iserbrook.

## Familie
Loewenberg war seit 1895 mit Jenny Stern verheiratet; das Paar hatte drei Kinder: Ernst Lutwin Loewenberg (1896–1987, ebenfalls Lehrer), Richard Detlev Loewenberg (1898–1954) und Annette Friederika Loewenberg.

## Werke
- In Gängen und Höfen. 2. Aufl. Hamburg 1907 (Digitalisat der UB Paderborn)
- Bittegrün. Ein Kinderbuch. Mit Illustrationen von Else Raydt, Verlag Julius Klinkhardt, Leipzig 1913.
- Kriegstagebuch einer Mädchenschule, Berlin. Fleischel 1916 (Digitalisat der Universitätsbibliothek Frankfurt a. M.)
- Aus zwei Quellen: die Geschichte eines deutschen Juden, Berlin. Fleischel 1919 (Digitalisat der Universitätsbibliothek Frankfurt a. M.)
- Der gelbe Fleck. Berlin 1924 (Digitalisat der UB Paderborn)
- Kämpfen und Bauen. 4. Aufl. Hamburg 1925 (Digitalisat der UB Paderborn)
- Vom goldenen Überfluß., Gedichte. Ausgewählt von Jakob Loewenberg. R. Voigtländer's Verlag Leipzig 1927
- Deutsche Balladen. Ausgewählt von Jakob Loewenberg. Neu hrsg. von Hermann Premer. 4. Aufl. Bielefeld und Leipzig 1933 (Digitalisat der UB Paderborn)
- Aus jüdischer Seele. Ausgewählte Werke. Mit einem Vorwort von Günter Kunert. Herausgegeben von Winfried Kempf. Paderborn: Igel-Verlag Literatur 1995.